# Fernando Schott
Fernando Otto Schott Scheuch (Osorno, Chile, 28 de agosto de 1922 – † Santiago de Chile, 7 de marzo de 2007) fue un diputado, cónsul y empresario chileno, descendiente de inmigrantes alemanes.

## Biografía
Sus padres fueron Alberto Schott Schlicht y Marta Emilia Scheuch Grebe.
Estudió en el Instituto Alemán de Osorno y posteriormente en Santiago en la Escuela Militar, donde llegó a ser Brigadier Subteniente de Reserva del Arma de Infantería. Luego ingresó a la carrera de ingeniería comercial en la Pontificia Universidad Católica de Chile, si bien paralelamente estudió derecho. Se tituló de ingeniero comercial en 1946 con la máxima distinción.
Luego de egresar, volvió a Osorno para incorporarse a la empresa familiar Molino Schott como ejecutivo y socio.
Fue gerente general de la Asociación de Molineros de Chile, y de 1974 a 1975 fue gerente general de la Sociedad de Fomento Fabril. Fue socio fundador y presidente de la Clínica Alemana de Santiago.

### Vida política
Luego de ser militante del Partido Liberal, Schott fue uno de los fundadores del Partido Nacional en 1966, llegando a ser presidente provincial en Osorno. En las elecciones de 1973 fue elegido diputado por la 23.ª agrupación departamental (Osorno y Río Negro) con la primera mayoría en Osorno, siendo interrumpidas sus funciones parlamentarias con el Golpe de Estado del 11 de septiembre de 1973. En su breve período integró las comisiones de Minería y de Vivienda y Urbanismo.
En 1987 fue también uno de los fundadores de Renovación Nacional.

### Actividad diplomática
En 1979, por su conocimiento de la cultura y el idioma alemán, se le nombró cónsul honorario de la República Federal Alemana en Osorno. Entre 1984 y 1986 fue cónsul general de Chile en Münich.

### Otras actividades
Schott fue director del Instituto Alemán, integró el directorio de la Iglesia Luterana, dirigió el Club Deportivo Olimpia y fue miembro honorario del Centro Estudiantil Universitario Araucanía.
La Liga Chilena-Alemana le otorgó en 1997 la Medalla Carlos Anwandter.